# Auriana Lazraq-Khlass
Auriana Lazraq-Khlass, née le 22 avril 1999 à Pithiviers, est une athlète française spécialiste des épreuves combinées. Elle est vice-championne d'Europe de l'heptathlon en 2024 à Rome.

## Biographie

### Enfance et éducation
Auriana Lazraq-Khlass est la fille de Mohamed Lazraq-Khlass et de Claire Brazillet. Elle a une sœur, Chiara.
Elle découvre l'athlétisme à cinq ans, en regardant la télévision pendant les Jeux olympiques d'été de 2004 chez sa tante. De retour de vacances, elle commence la pratique de l'athlétisme. Elle se tourne rapidement vers l'heptathlon, étant très polyvalente, mais n'obtient pas de prix dans ses premières années.

### Débuts compétitifs
Elle déménage ensuite à Montpellier, loin de sa famille, pour s'entraîner avec Kevin Mayer et Antoinette Nana Djimou. Elle dispute ses premiers championnats de France juste avant le début de la pandémie de COVID-19. Elle revient à Metz, où sa famille a déménagé, pendant la pandémie. En 2022, elle abandonne son travail pour se consacrer entièrement au sport,.
Elle est alors trois fois championne de France des moins de 23 ans, puis championne d'Europe des moins de 23 ans. Après ces résultats, elle reçoit une aide financière de la Fédération française d'athlétisme et du département de la Moselle, puis signe avec des sponsors.
Elle se démarque en particulier par ses choix de coiffure et de maquillage très originaux et par sa volubilité en interview,.

### 2023-2024
Elle dépasse pour la première fois les 6 000 points en heptathlon à Montpellier en mai 2023, avec 6 079 points inscrits. Elle est vice-championne de France d'heptathlon à Albi en juillet 2023 où elle établit un nouveau record personnel de 6 153 points,.
Sélectionnée en dernière minute pour participer à l'heptathlon aux Championnats du monde d'athlétisme 2023 à Budapest avec l'équipe de France en août 2023, elle y inscrit 3 712 points à la première journée d'épreuves, et termine le concours à la 12e place avec un nouveau record personnel de 6 179 points.
Les 7 et 8 juin 2024, lors des championnats d'Europe à Rome, elle remporte à la surprise générale la médaille d'argent de l'heptathlon derrière la championne olympique Nafissatou Thiam en améliorant son record personnel de 426 unités pour le porter à 6 635 points. Elle réalise à cette occasion ses meilleures performances dans 6 des 7 épreuves de l'heptathlon et obtient sa qualification directe pour les Jeux olympiques de Paris,.
Elle y porte une tenue du modèle masculin, à manches longues, pour la cérémonie d'ouverture. À l'heptathlon aux Jeux olympiques d'été de 2024, elle rate complètement sa première demi-journée, étant 18e après quatre épreuves. Elle explique n'avoir pas bien géré le public de l'épreuve et ne pas être parvenue à se concentrer. Le deuxième jour, elle a de meilleures performances et remonte à la seizième place, avec 6110 points. Elle finit notamment deuxième de la dernière épreuve, le 800 mètres, en battant son ancien record de près de trois secondes.

### 2024-2025
La saison suivante est difficile en raison de plusieurs problèmes de santé dont une fracture de fatigue au talon, une opération à l'épaule droite, une entorse, une aponévrosite plantaire et le fait d'avoir attrapé un parasite tropical,. En juillet 2025, elle participe à son premier heptathlon de la saison aux Championnats nationaux d'épreuves combinées à Laval, où elle marque 5888 points.
Elle participe aux championnats de France d'athlétisme mais abandonne la compétition en raison d'une douleur au tendon d'Achille après avoir battu son record personnel au saut en hauteur à 1m78. Elle passe une échographie d'urgence et constate qu'elle a un petit trou dans le tendon. Elle ne peut donc pas valider sa sélection pour les championnats du monde.

## Palmarès

### International
| Date | Compétition           | Lieu     | Résultat | Épreuve    | Points   |
| ---- | --------------------- | -------- | -------- | ---------- | -------- |
| 2023 | Championnats du monde | Budapest | 12e      | Heptathlon | 6179 pts |
| 2024 | Championnats d'Europe | Rome     | 2e       | Heptathlon | 6635 pts |
| 2024 | Jeux olympiques       | Paris    | 16e      | Heptathlon | 6110 pts |

### National
| Outdoor    | 2023 |
| ---------- | ---- |
| Heptathlon | 2e   |

## Records
| Épreuve           | Performance   | Lieu                      | Date                                  |
| ----------------- | ------------- | ------------------------- | ------------------------------------- |
| 100 mètres haies  | 13 s 35       | Rome                      | 07 juin 2024                          |
| Saut en hauteur   | 1,77 m        | Montpellier Budapest Rome | 29 mai 2021 19 août 2023 07 juin 2024 |
| Lancer du poids   | 15,27 m       | Rome                      | 07 juin 2024                          |
| 200 mètres        | 23 s 56       | Rome                      | 07 juin 2024                          |
| Saut en longueur  | 6,38 m        | Montpellier               | 30 mai 2021                           |
| Lancer du javelot | 48,23 m       | Rome                      | 08 juin 2024                          |
| 800 mètres        | 2 min 09 s 45 | Paris                     | 09 août 2024                          |
| Heptathlon        | 6635 pts      | Rome                      | 08 juin 2024                          |

| Épreuve          | Performance   | Lieu    | Date             |
| ---------------- | ------------- | ------- | ---------------- |
| 60 mètres haies  | 8 s 46        | Aubière | 29 janvier 2023  |
| Saut en hauteur  | 1,73 m        | Metz    | 15 janvier 2017  |
| Lancer du poids  | 14,02 m       | Aubière | 29 janvier 2023  |
| Saut en longueur | 6,18 m        | Lyon    | 11 décembre 2022 |
| 800 mètres       | 2 min 17 s 74 | Lyon    | 29 janvier 2023  |
| Pentathlon       | 4 394 pts     | Aubière | 29 janvier 2023  |